# Khar Touré
Khar Touré (Khombole, 27 giugno 1956) è un'ex cestista senegalese.

## Carriera
Con il Senegal ha disputato i Campionati mondiali del 1979.